# Hydrotaea malaisei
Hydrotaea malaisei este o specie de muște din genul Hydrotaea, familia Muscidae, descrisă de Fritz Isidore van Emden în anul 1965. Conform Catalogue of Life specia Hydrotaea malaisei nu are subspecii cunoscute.